# Győrvár
Győrvár è un comune dell'Ungheria di 714 abitanti (dati 2001). È situato nella contea di Vas.